# باتسنگل
باتسنگل (به لاتین: Battsengel) یک منطقهٔ مسکونی در مغولستان است که در استان آرخانگای واقع شده‌است. باتسنگل ۳٬۵۰۰ کیلومتر مربع مساحت و ۳٬۲۸۹ نفر جمعیت دارد.